# Kappa Cohena
Współczynnik Kappa Cohena (ang. Cohen's kappa) – wykorzystywany w statystyce współczynnik rzetelności dwukrotnych pomiarów tej samej zmiennej, która jest zmienną nominalną i zależną. Pomiaru zmiennej może dokonać jeden sędzia kompetentny (dwukrotnie, w odstępie czasowym) lub dwóch różnych sędziów kompetentnych w tym samym czasie. Kappa Cohena przyjmuje wartości od -1 do 1. Im bliżej wartości 1, tym oceny dwóch sędziów (lub jednego sędziego w odstępie czasowym) są bardziej zgodne. Z kolei im bliżej wartości 0, tym oceny są bardziej rozbieżne. Wartości od -1 do 0 są w praktyce niewykorzystywane, gdyż ujemna wartość Kappy Cohena oznaczałaby zgodność ocen mniejszą niż w przypadku gdyby były to zmienne całkowicie losowe.
Twórcą współczynnika jest amerykański psycholog i statystyk Jacob Cohen.

## Definicja
Współczynnik kappa Cohena mierzy zgodność między dwoma oceniającymi, z których każdy klasyfikuje N elementów do C wzajemnie wykluczających się kategorii lub zgodność między dwoma pomiarami tej samej zmiennej nominalnej. Współczynnik, oznaczany grecką literą kappa ({\textstyle \kappa }), wyznacza się na podstawie następującego wzoru: 
{\displaystyle \kappa \equiv {\frac {p_{o}-p_{e}}{1-p_{e}}}=1-{\frac {1-p_{o}}{1-p_{e}}},}
gdzie po jest względną zaobserwowaną zgodnością pomiarów/oceniających, zaś pe jest hipotetycznym prawdopodobieństwem przypadkowej zgodności, przy czym na podstawie zaobserwowanych danych oblicza się prawdopodobieństwo losowego wyboru każdej kategorii przez każdego obserwatora. Jeżeli osoby oceniające lub pomiary są w pełni zgodne, to {\textstyle \kappa =1}. Gdy zgodność pomiędzy oceniającymi nie przekracza poziomu, którego można by oczekiwać przypadkowo (wyznaczonego przez pe), wówczas {\textstyle \kappa =0}. Istnieje możliwość, że statystyka {\displaystyle \kappa } będzie ujemna, co może być wynikiem przypadku w sytuacji braku związku między oceniającymi/pomiarami lub może odzwierciedlać rzeczywistą tendencję oceniających do wystawiania odmiennych ocen.
Gdy liczba kategorii to k, N to liczba obserwacji, które należy skategoryzować, zaś {\displaystyle n_{ki}} to liczba przypadków, w których pomiar i przydzielił kategorię k, {\displaystyle p_{e}} można by wyznaczyć na podstawie następującego wzoru:
{\displaystyle p_{e}={\frac {1}{N^{2}}}\sum _{k}n_{k1}n_{k2}}
Wynika to z następującej konstrukcji:
{\displaystyle p_{e}=\sum _{k}{\widehat {p_{k12}}}{\overset {\text{niezal.}}{=}}\sum _{k}{\widehat {p_{k1}}}{\widehat {p_{k2}}}=\sum _{k}{\frac {n_{k1}}{N}}{\frac {n_{k2}}{N}}={\frac {1}{N^{2}}}\sum _{k}n_{k1}n_{k2},}
gdzie {\displaystyle {\widehat {p_{k12}}}} jest szacowanym prawdopodobieństwem, że zarówno oceniający 1, jak i oceniający 2 sklasyfikują ten sam element jako k, podczas gdy {\displaystyle {\widehat {p_{k1}}}} jest szacowanym prawdopodobieństwem, że oceniający 1 sklasyfikuje element jako k (i podobnie będzie w przypadku oceniającego 2). Relacja {\textstyle {\widehat {p_{k}}}=\sum _{k}{\widehat {p_{k1}}}{\widehat {p_{k2}}}} opiera się na założeniu, że oceny dwóch oceniających są niezależne. Wartość {\displaystyle {\widehat {p_{k1}}}} szacuje się, używając liczby elementów sklasyfikowanych jako k przez oceniającego 1 ({\displaystyle n_{k1}}) podzielonej przez całkowitą liczbę elementów do sklasyfikowania ({\displaystyle N}): {\displaystyle {\widehat {p_{k1}}}={n_{k1} \over N}} (i analogicznie dla oceniającego 2).

### Macierz pomyłek klasyfikacji binarnej
W tradycyjnej macierzy pomyłek 2×2 stosowanej w uczeniu maszynowym i statystyce do oceny klasyfikatorów binarnych współczynnik kappa Cohena można obliczyć w następujący sposób: 
{\displaystyle \kappa ={\frac {2\times (TP\times TN-FN\times FP)}{(TP+FP)\times (FP+TN)+(TP+FN)\times (FN+TN)}}}
gdzie TP to prawdziwe wyniki pozytywne, FP to wyniki fałszywie pozytywne, TN to wyniki prawdziwie negatywne, a FN to wyniki fałszywie negatywne. W tym przypadku Kappa Cohena jest odpowiednikiem miernika Heidke skill score znanego w meteorologii. Pierwszy raz tę miarę wprowadził Myrick Haskell Doolittle w 1888 roku.